# Hymenocottoides manteri
Hymenocottoides manteri är en plattmaskart. Hymenocottoides manteri ingår i släktet Hymenocottoides och familjen Haplosplanchnidae. Inga underarter finns listade i Catalogue of Life.